# 坂井治
坂井 治（さかい おさむ、1977年 - ）は、日本の映像作家、アニメーター。ROBOT所属。埼玉県出身。
主に、NHKの音楽番組「みんなのうた」、「おかあさんといっしょ」などのアニメーションを制作している。

## 作成作品一覧

### みんなのうた
- ◆は、5分間1曲枠の楽曲（ロングのうた）。
- 1.Time ～時のしおり～ / 鈴木建吾（2002年10月・11月放送）
- 2.金のまきば / 大貫妙子（2003年6月・7月放送）◆
- 3.PoPo Loouise / 栗コーダーカルテット&UA（2008年10月・11月放送）◆
- 4.ありがとう / レミオロメン（2010年2月・3月放送）
- 5.うたの歌 / 池田綾子（2011年10月・11月放送）
- 6.ふるさと / 嵐（2013年4月・5月放送）
- 7.おおきなおなか / CRaNE（2016年6月・7月放送）